# David Carr
David Michael Carr, född 8 september 1956 i Minneapolis, Minnesota, död 12 februari 2015 i New York, var en amerikansk journalist, författare och kolumnist på The New York Times. Carr anlitades av The New York Times 2002, där han var kulturkritiker, och han förblev där till sin död.